# Rock Point (Arizona)
Rock Point (Navajo: Tsé Nitsaa Deezʼáhí) ist ein Census-designated place im Apache County im US-Bundesstaat Arizona. Das U.S. Census Bureau hat bei der Volkszählung 2020 eine Einwohnerzahl von 552 ermittelt.
Rock Point hat eine Fläche von 35,7 km². Die Bevölkerungsdichte liegt bei 15 Einwohnern je km². Die Stadt befindet sich in einer Höhe von 1524 m über dem Meeresspiegel und am U.S. Highway 191.